# Čertovy hlavy
Čertovy hlavy jsou okolo 13m vysoké skalní reliéfy dvou obřích (čertovských) hlav vytesaných do pískovcových bloků v borovém lese nad obcí Želízy v okrese Mělník. Jedná se o dílo sochaře Václava Levého, které vytvořil v letech 1841–1846 (období romantismu). Z hlediska rozměrů se jedná v českých poměrech o zcela unikátní dílo. Jsou to druhé největší reliéfy hlav na světě, větší jsou jen v Mount Rushmore.
Reliéfy jsou v současné době již dosti poškozeny povětrnostními vlivy a zejména lidskou nekázní spočívající v lezení po nich. V roce 2011 nechal borový les před reliéfy majitel vykácet a hlavy tak jsou vidět až ze silnice I/9.
Čertovy hlavy jsou volně přístupné po modré turistické značce od obecního úřadu v Želízích. Stezka dále na jih vede k jeskyni Klácelka s reliéfy významných osobností a hrdinů českých dějin. Asi 2,5 km po turistické značce severozápadně od Želíz se také nalézají skalní reliéfy Harfenice a Had z let 1840–1845.

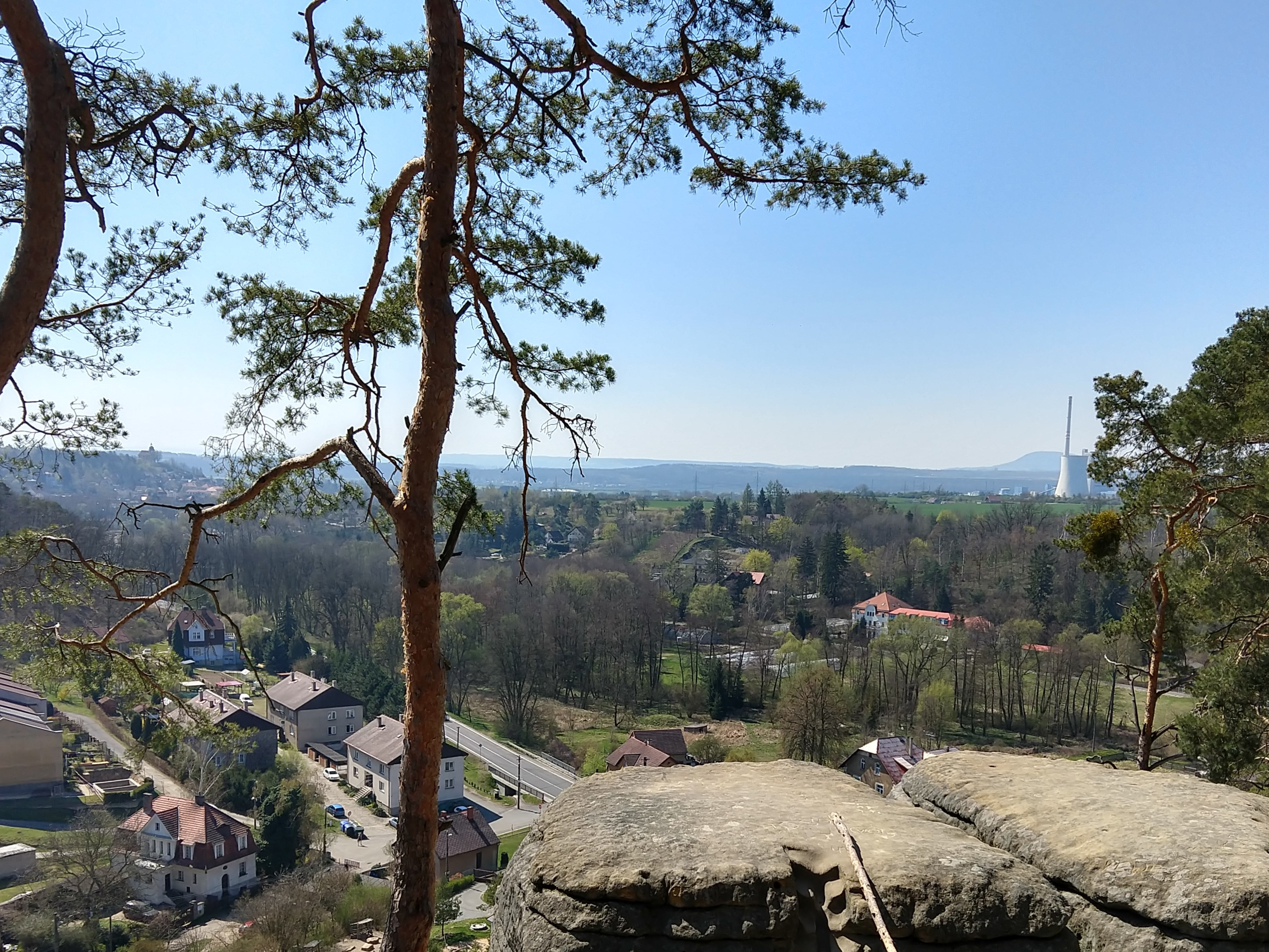
Výhled z vrchu Čertových hlav
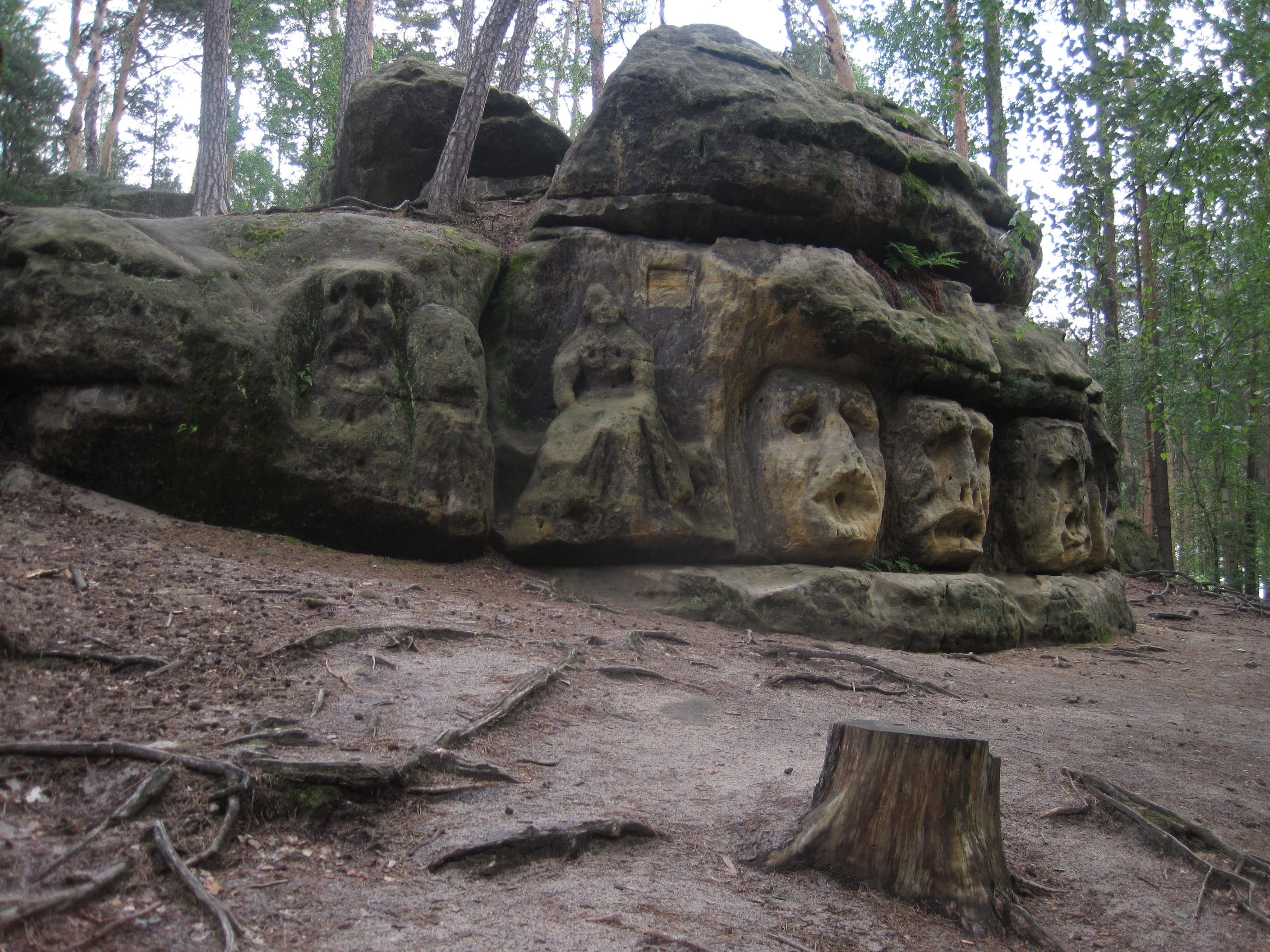
Skalní reliéf Harfenice
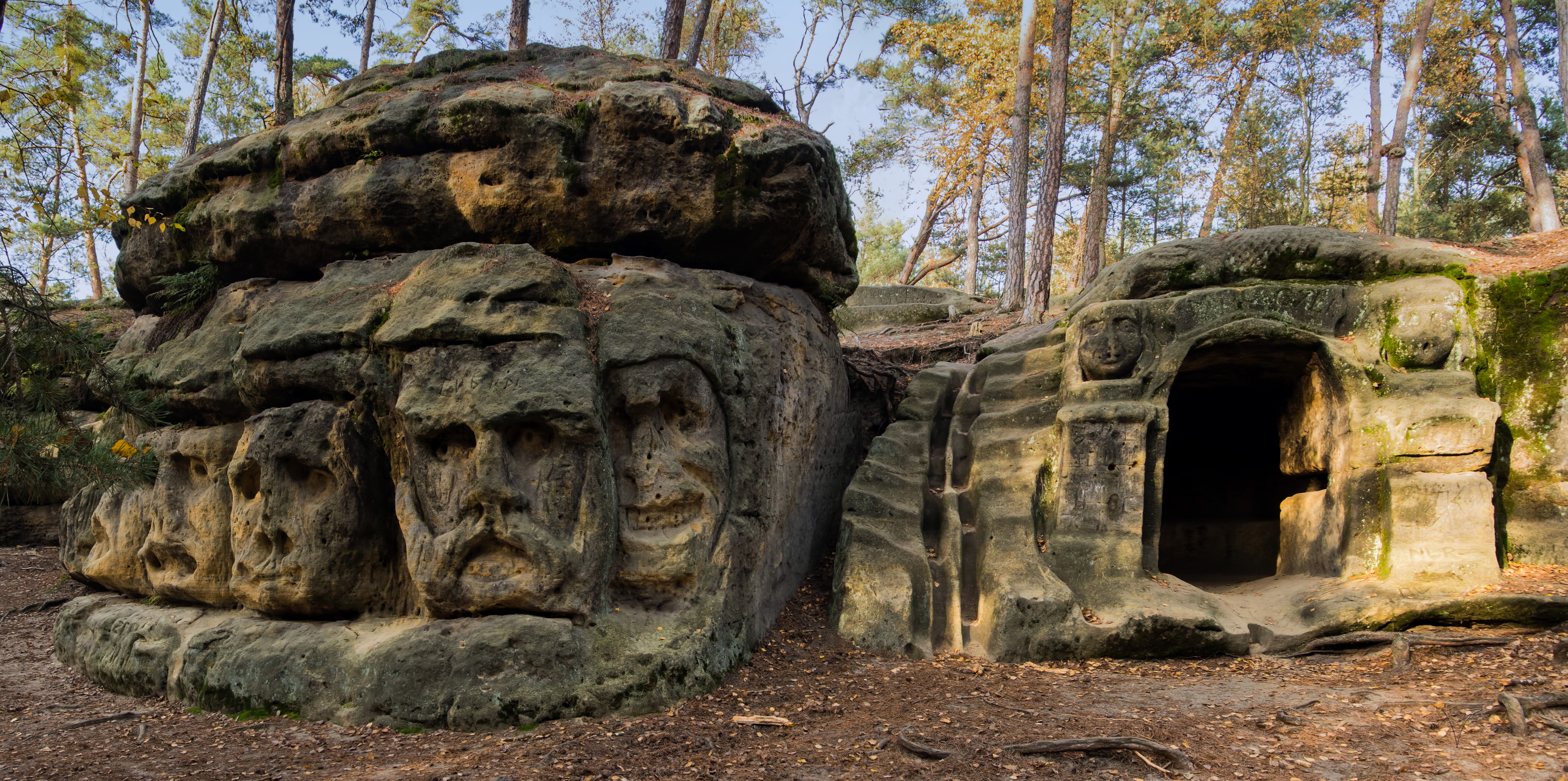
Harfenice, jeskyně U ještěra
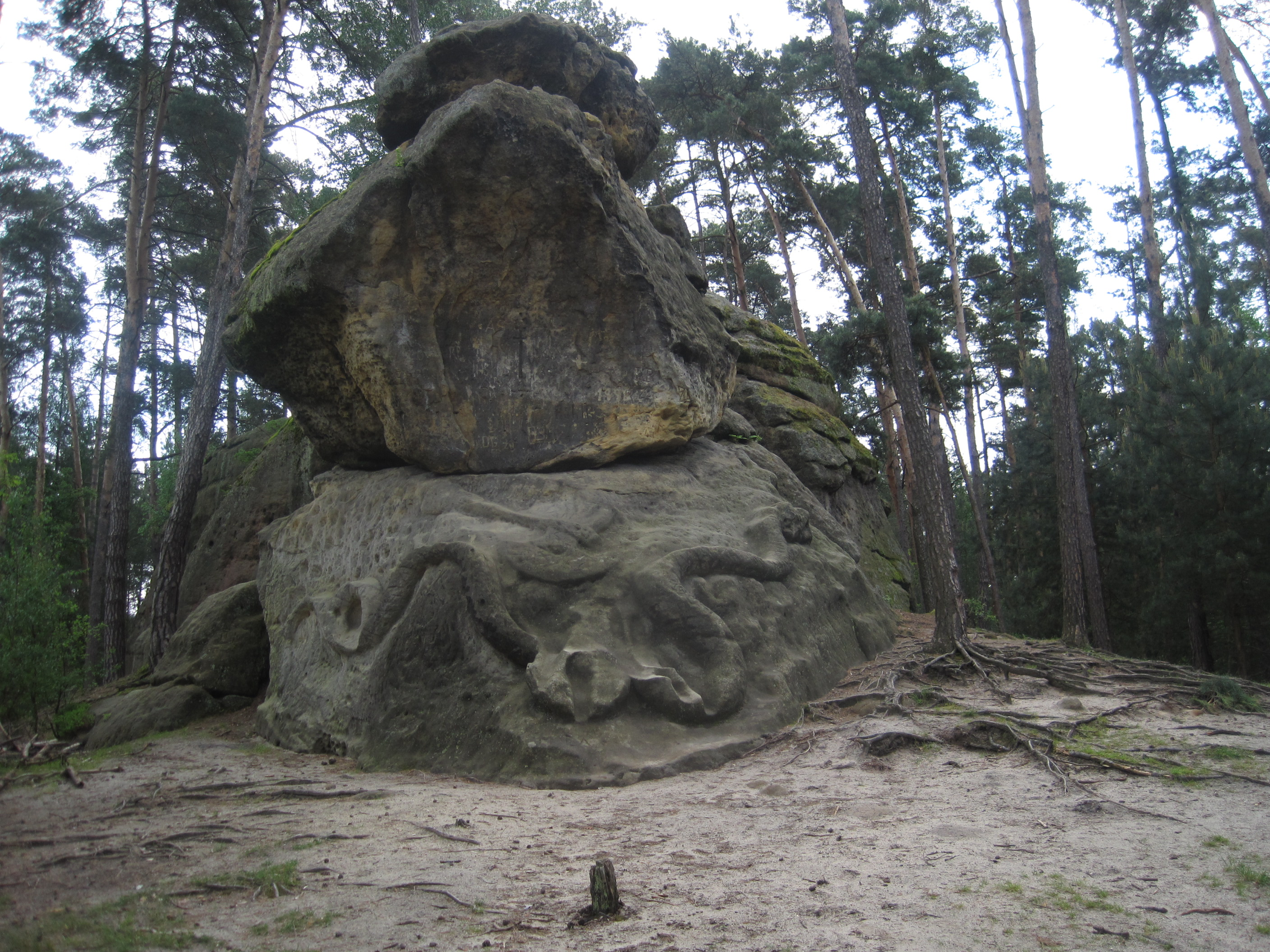
Skalní reliéf Had